# 国際連合安全保障理事会決議2650
国際連合安全保障理事会決議2650（こくさいれんごうあんぜんほしょうりじかいけつぎ2650、英: United Nations Security Council Resolution 2650）は、2022年8月31日に国際連合安全保障理事会で採択された決議である。レバノンの第三次ナジーブ・ミーカーティー内閣の要請により国際連合レバノン暫定駐留軍の活動期限が2023年8月31日まで延長された。